# Bon-Joseph Dacier
Bon-Joseph Dacier, född den 1 april 1742 i Valognes, död den 4 februari 1833 i Paris var en fransk historiker, filolog och översättare av klassisk grekiska.
Dacier blev associerad ledamot av Académie des inscriptions et belles-lettres 1772 och var dess ständige sekreterare från 1782 till sin död - med ett uppehåll 1794-1802 (då akademin tillfälligt lades ner i revolutionens kölvatten) - och från 14 december 1795 ledamot av det i akademiernas ställe nyupprättade Institut de France.
Han valdes in i Franska akademien den 27 juni 1822 och i Académie des sciences morales et politiques den 26 oktober 1832.
Dacier blev invald i Paris municipalråd 1790, utnämndes till konservator för manuskripten vid Bibliothèque nationale 1800 (efter Legrand d'Aussys död) och var chef (president) för konservatoriet 1806-1829, samt valdes till ledamot av tribunatet 1802.
Han utsågs till Chevalier de l'Empire den 16 december 1813 och till baron den 29 maj 1830 (av Karl X) samt tilldelades Mikaelsorden 1819.
Det var till Dacier som Jean-François Champollion adresserade sitt berömda "brev", Lettre à M. Dacier relative à l'alphabet des hiéroglyphes phonétiques, i vilket han beskrev sin banbrytande tolkning av  de egyptiska hieroglyferna 1822.
Han är begravd på Père-Lachaise (kvarter 29) i Paris.

## Verk

### Översättningar
- 1772: Histoires diverses d'Élien (av Claudius Aelianus).
- 1777: La Cyropédie, ou Histoire de Cyrus (Xenofons Kyropedia), vol. 1, vol.2.

### Övrigt
- 1788: Les chroniques de Jehan Froissart. Ofullbordad på grund av oroligheterna 1793. Om Jean Froissarts krönika.
- 1810: Rapport historique sur les progrès de l'histoire et de la littérature ancienne depuis 1789 et sur leur état actuel.
- 1815-1833: Biografier i Histoire et mémoires de l'Institut royal (national) de France - Académie des inscriptions et belles-lettres, vol. 5 (1821), vol. 7 (1824), vol. 9 (1831)